# 中津市山国バス

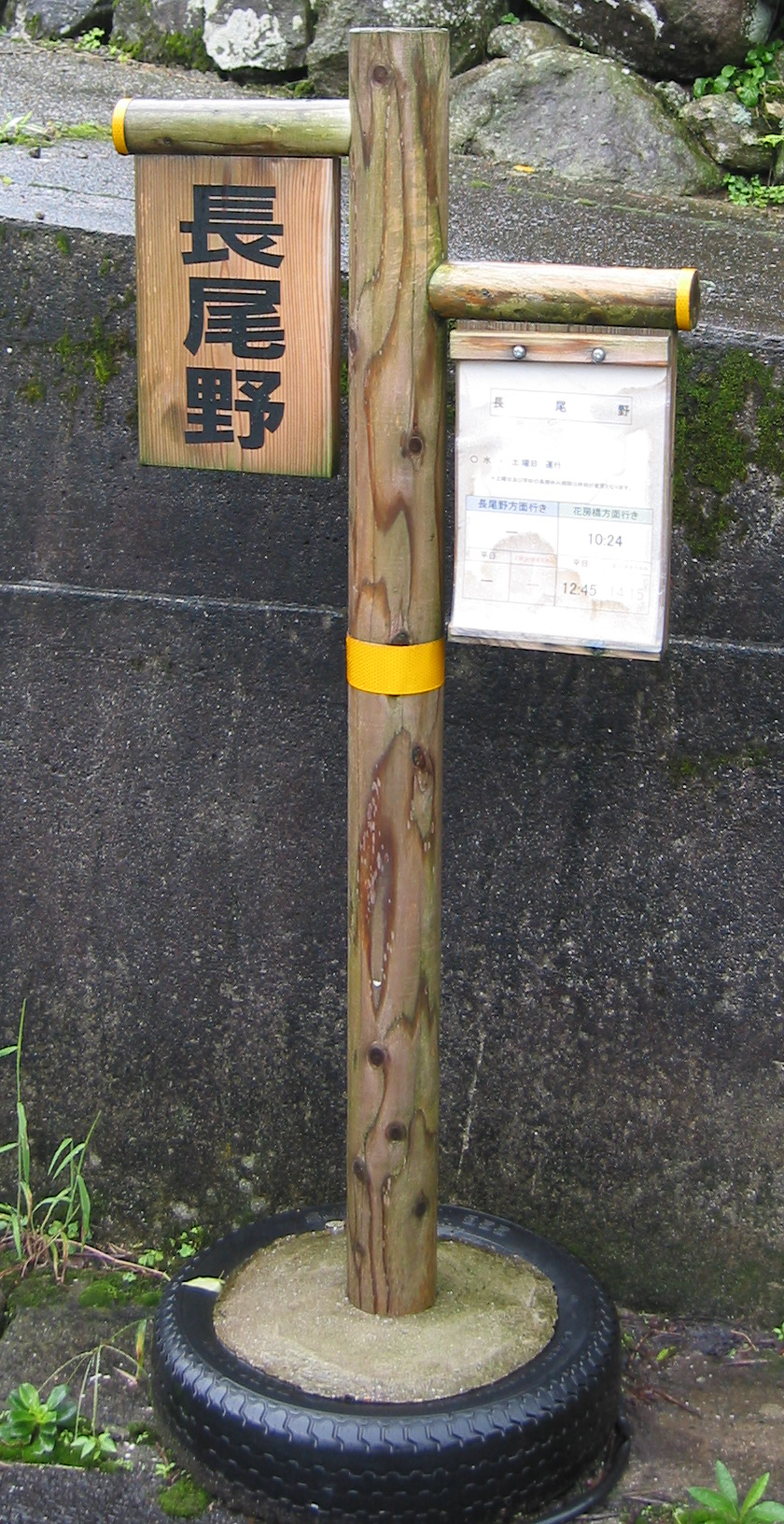
中津市山国バスのバス停

中津市山国バス（なかつしやまくにバス）は、大分県中津市山国地域で運行しているコミュニティバスである。

## 概要
2004年（平成16年）度より山国町が「山国町バス」として運行していたものを、山国町を合併した中津市が引き継いだものである。
料金は1回100円均一。身障者などは50円で未就学児は無料（市内在住者の場合）。回数券は100円券の11枚綴りと23枚綴りとがある。定期券は通学定期券のみあり、4 - 9月用と10 - 3月用がある（4 - 9月用の方が安い）。
運行形態は、「山国町バス」当時から道路運送法の規定に基づく自家用自動車（白ナンバー車）による有償運送である。

## 沿革
- 2004年（平成16年）4月1日 - 山国町バスとして運行開始[3]。
- 2005年（平成17年）3月1日 - 山国町の中津市への編入に伴い、中津市に引き継がれ中津市山国バスとなる。
- 2016年（平成26年）4月 - 毛谷村線の実証運行を開始[4]。

## 路線
以下の路線がある。
土日と運行日であっても祝日は運休になる。

### 槻木線
- やすらぎの郷 - 花房橋 - 溝部農協前 - 所小野入口 - 新谷 - 毛谷村 - 泉 - 轟 - 藤原 - 槻木郵便局前 -  新谷 - 所小野入口 - 溝部農協前 - 花房橋 - やすらぎの郷
  - 月・水運行（各2往復）

### 毛谷村線
- やすらぎの郷 - 花房橋 - 溝部農協前 - 所小野入口 - 新谷
  - 月 - 金運行（各2往復）

### 所小野線
- やすらぎの郷 - 花房橋 - 屋田ヶ瀬橋 - 所小野入口 - 所小野
  - 月・木運行（各2往復）

### 市平・奥谷線
- やすらぎの郷 - 花房橋 - 岩伏 - 市平上2 - 花房橋 - やすらぎの郷
  - 火・金運行（各2往復）

### 長尾野線
- 花房橋 - やすらぎの郷 - 長尾野
  - 月・水運行（各2往復）

### フケ原・大石峠線
- やすらぎの郷 - 花房橋 - 大石峠2 - フケ原 - 茸木 - 花房橋 - やすらぎの郷
  - 火・金運行（各2往復）

### 両宮線
- やすらぎの郷 - 花房橋 - 神谷入口 - 両宮
  - 火・木運行（各2往復）

## 運行会社
- 大交北部バス
  - 槻木線、フケ原・大石峠線、両宮線
- 第一交通 山国営業所
  - 毛谷村線、所小野線、市平・奥谷線、長尾野線

## 使用車両
- マイクロバス3台を使用している[5]。2016年1月に車両1台が更新されている。[6]。

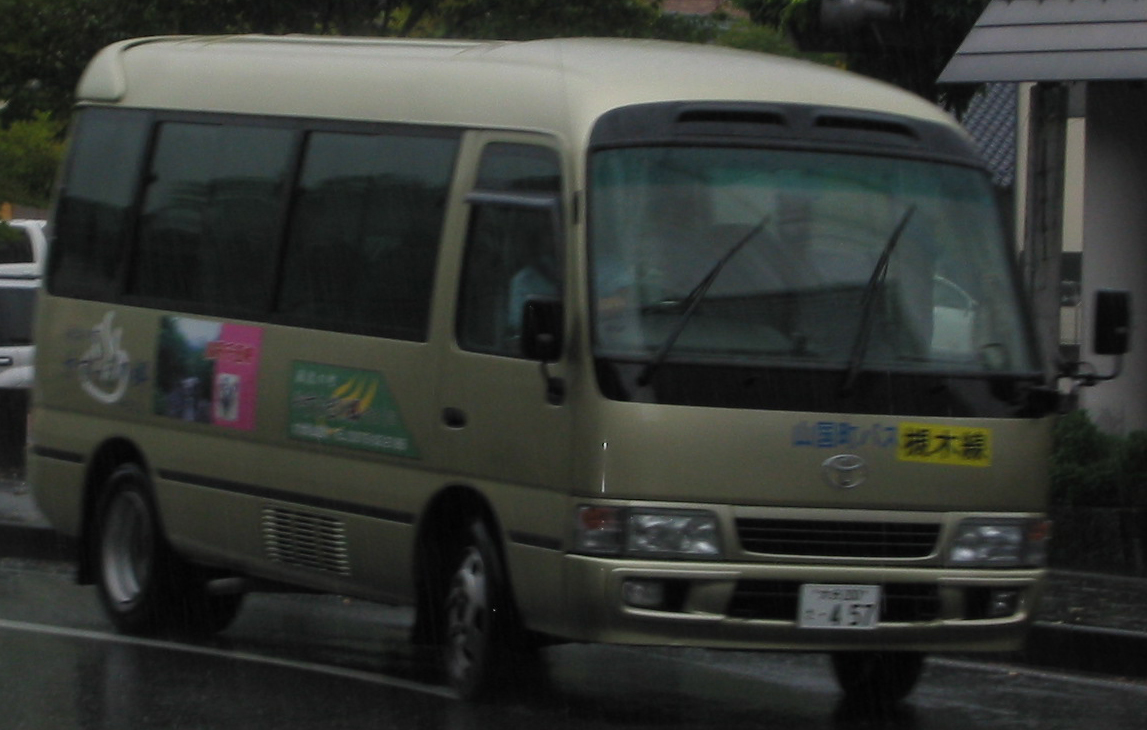
使用車両（2006年9月）
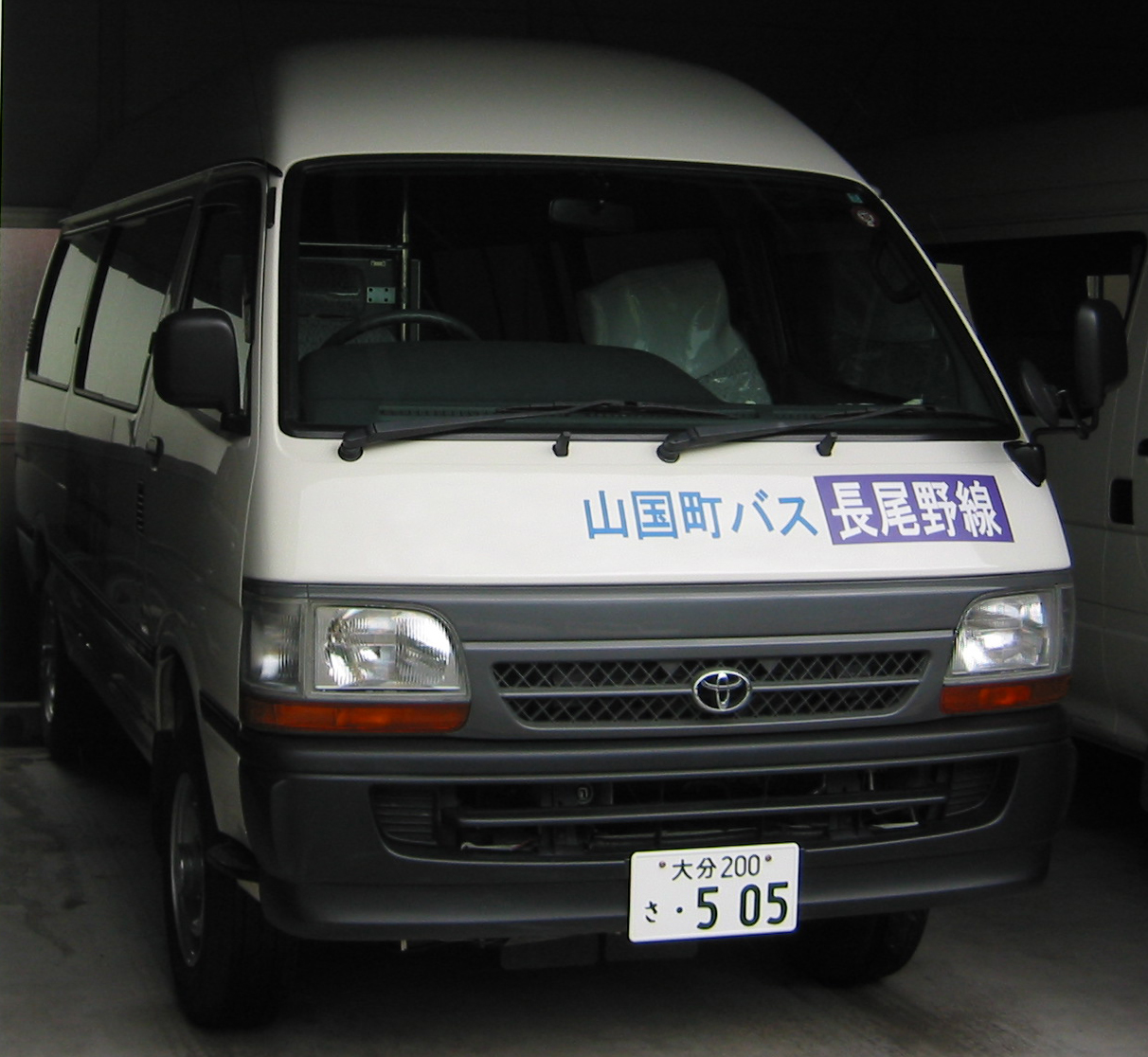
使用車両（2006年9月）

## バス停飛ばし運行問題
2022年（令和4年）8月、毛谷村線において早発や、経路の途中で折り返すバス停飛ばしが常態化している実態が大分放送によって報じられた。その後の市の調査で、毛谷村線の4月から7月の間の運行分160便のうち79便で、折り返し地点まで運行されなかったことが判明した。